# Joseph Harvey Riley
Joseph Harvey Riley (Falls Church, 19 settembre 1851 – 17 dicembre 1941) è stato un ornitologo statunitense.
Riley lavorò presso il National Museum of Natural History dal 1896 fino alla morte. Occupò il ruolo di conservatore associato del dipartimento degli uccelli a partire dal 1932.